# André Wormser
André Alphonse Toussaint Wormser (Parigi, 1º novembre 1851 – Parigi, 4 novembre 1926) è stato un compositore e banchiere francese.

## Biografia
Wormser studiò con Antoine Marmontel e François Bazin presso il Conservatorio di Parigi.
Nel 1872 Wormser vinse il primo premio per pianoforte al Conservatorio di Parigi, e nel 1875 vinse il Prix de Rome con la cantata Clytemnestre.

## Opere
- L'Étoile, pantomima (1897)
- Ballada per oboe e pianoforte (1909)
- Clytemnestre, cantata (1897)
- L'Enfant prodigue, pantomima (1916)
- Rêverie, violino e pianoforte
- Adèle de Ponthieu, opera (1887)
- Rivoli, opera (1896)